# Hugo Iltis

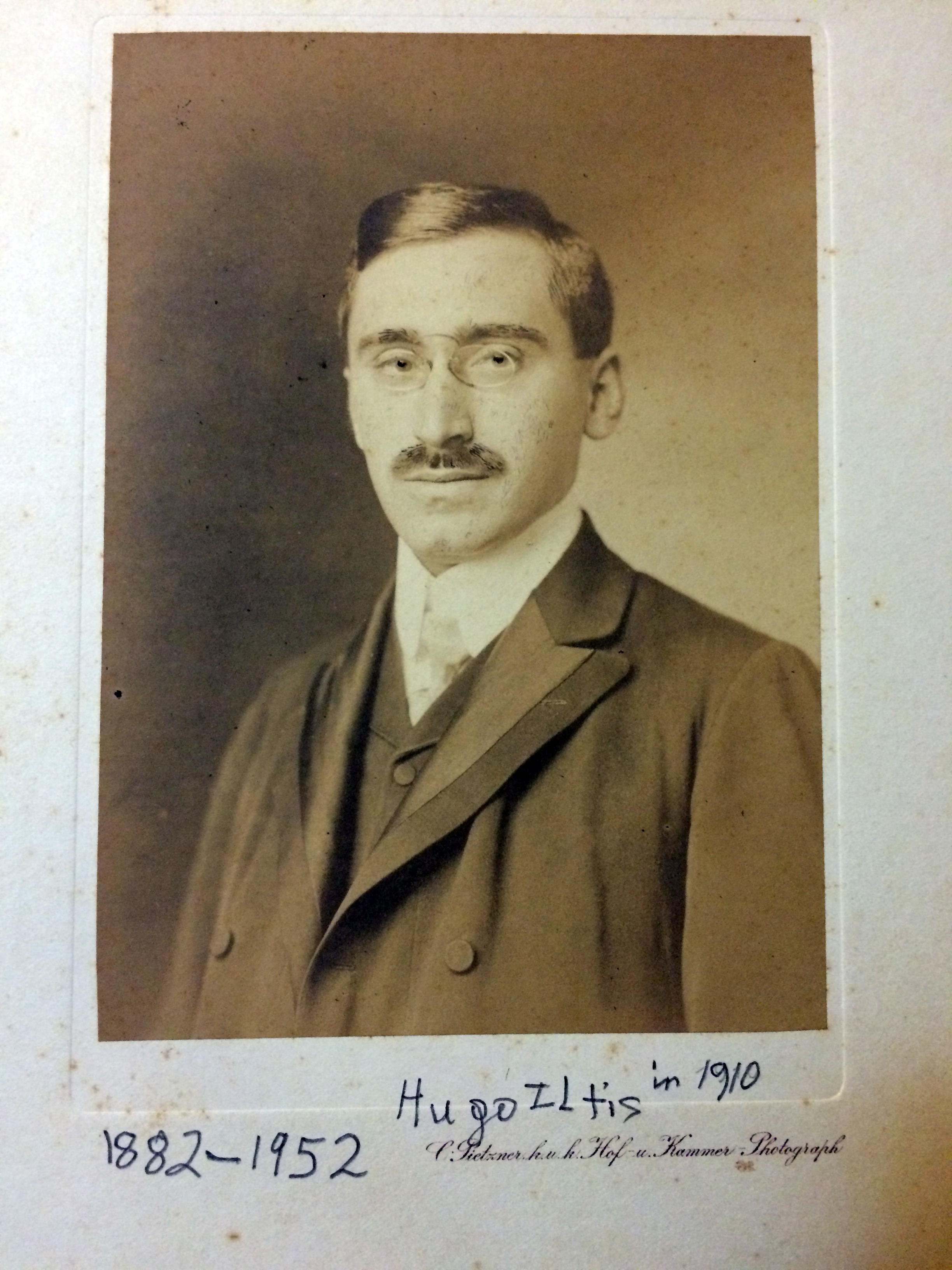
Hugo Iltis (1910)

Hugo Iltis (* 11. April 1882 in Brünn, Österreich-Ungarn; † 22. Juni 1952 in Fredericksburg, Virginia) war ein österreichischer, später tschechoslowakischer Botaniker, der als erster und über Jahrzehnte maßgeblicher Biograph Gregor Mendels und als Begründer und langjähriger Leiter des Museum Mendelianum in Brünn hervortrat. Eine gewisse Bedeutung erlangte er auch als Popularisierer der „Rassenkunde“ und als Kritiker des Rassismus.

## Herkunft und Ausbildung
Hugo Iltis entstammte einer alteingesessenen jüdischen Familie in Brünn in der Provinz Mähren des österreich-ungarischen Kaiserreichs. Sein Vater, Moritz Iltis, war Arzt. Während seiner Schulzeit stieß Hugo 1899 beim Lesen eines Brünner naturhistorischen Journals auf einen alten Forschungsartikel Gregor Mendels, dessen Person fortan sein Leben beeinflusste.
Iltis studierte Botanik in Brünn, Zürich und Prag. In Zürich war er Assistent von Arnold Dodel-Port. Am Prager Botanischen Institut machte er Versuche zum Wurzellängenwachstum von Wasserpflanzen, welches nach seiner Feststellung bei Dunkelheit um das 1,5- bis 7,5-fache gegenüber Tageslicht beschleunigt war. Er promovierte dort 1903 bei Hans Molisch.

## Wirken in Brünn

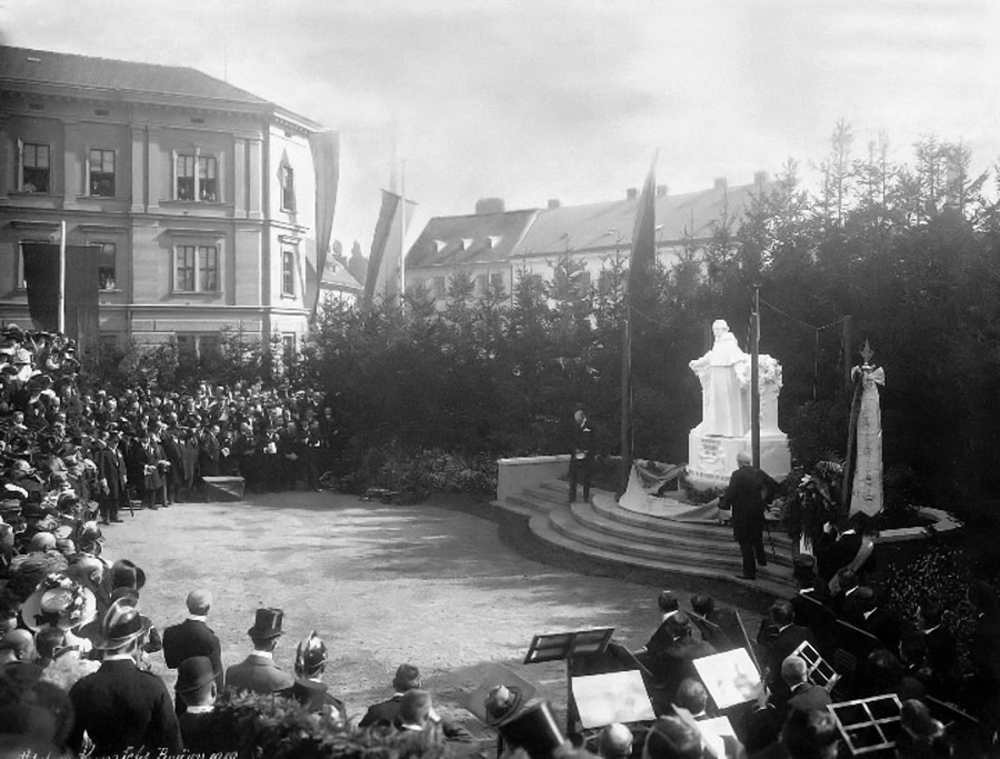
Enthüllung des Mendel-Denkmals im Jahre 1910. Iltis organisierte die Finanzierung des Denkmals.

Von 1905 bis 1938 war Iltis als Biologielehrer am Brünner Deutschen Gymnasium tätig. Daneben lehrte er als Privatdozent für Botanik und Genetik an der Deutschen Technischen Hochschule.
Nach dem Ersten Weltkrieg gründete Iltis in Brünn (nunmehr Tschechoslowakei) das Museum Mendelianum, für das er erhebliche Mengen an Originaldokumenten Mendels in der Heimatstadt zusammenkaufte und das er bis 1938 leitete. 1921 gründete er die Masaryk-Volkshochschule, die er ebenfalls bis 1938 leitete. Eine seiner Schülerinnen dort, Anne Liebscher, wurde seine Ehefrau. Er gehörte auch dem Kuratorium der Deutschen Gesellschaft für Wissenschaft und Kunst an, die sich für den Erhalt der deutschen Kultur in Brünn einsetzte.

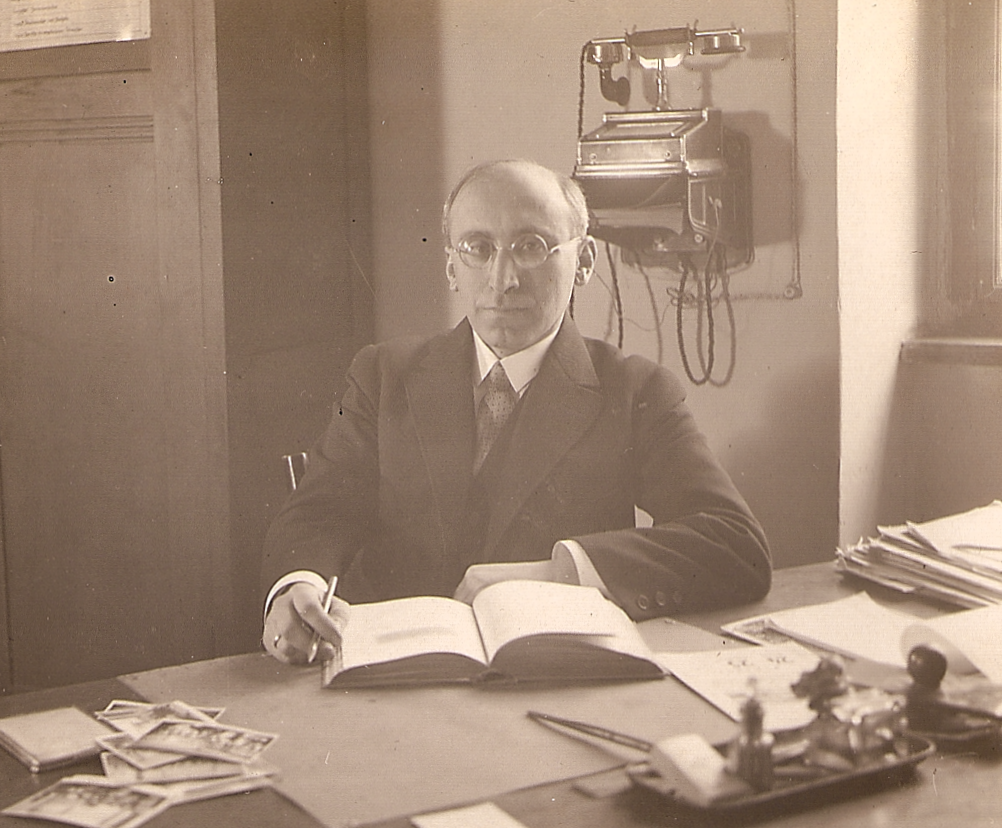
Hugo Iltis in der Volkshochschule Brünn (1927)

Vom 22. bis 24. September 1922 fand in Brünn eine Mendel-Jahrhundertfeier statt, die Iltis organisierte und für die er eine Festschrift herausgab.
1924 publizierte Iltis seine Biografie Gregor Johann Mendel, die 1932 auch in englischer Übersetzung erschien und lange Zeit als Standardwerk zu Mendel galt. Neben der wissenschaftlichen Darstellung meint Iltis darin, dass Mendel Rationalist gewesen sei und Priester nur wurde, um ungestört forschen zu können.
Von 1927 bis 1938 gab er im Rahmen der Volkshochschule die Vierteljahresschrift Licht ins Volk heraus. Auch der Erwerb eines eigenen Gebäudes für die Volkshochschule ging maßgeblich auf Iltis’ Initiative zurück, und er warb auch einen Großteil der finanziellen Mittel dafür ein. Die damals noch wenig verbreitete Erwachsenenbildung war ihm als einem aktiven Sozialisten ein großes Anliegen. In ihr sah er die Grundlage für die künftige Errichtung einer sozialistischen Gesellschaft.
Iltis war eng mit Paul Kammerer befreundet, der aufgrund seiner Versuche, am Beispiel der Geburtshelferkröte eine Erblichkeit erworbener Merkmale im Sinne Lamarcks nachzuweisen, gegen den Darwinismus argumentierte. Wegen dieser Beziehung zu Kammerer und wegen seiner jüdischen Herkunft wurde er 1929 von dem antisemitischen Neodarwinisten Fritz Lenz massiv angegriffen.
Ab Mitte der 1920er Jahre befasste sich Iltis mit dem Thema Menschenrassen. 1930 publizierte er seine Volkstümliche Rassenkunde, die weit verbreitet wurde. Darin vertrat er selbst eine Einteilung der Menschheit in fünf Formenkreise, vor allem aber warnte er vor den Gefahren der Rassenbiologie. Seit dem Ende des Krieges seien rassistische Irrlehren, die früher von Laien wie Arthur de Gobineau und Houston Stewart Chamberlain vertreten worden waren, in Deutschland auch in die Wissenschaft vorgedrungen, wo sie vor allem von Hans F. K. Günther verbreitet wurden. Dessen Lehren bezeichnete Iltis als „unwissenschaftlich“ und „politisch gefährlich“ und er wollte ihnen eine neutrale und kritische Darstellung des Standes der Wissenschaft entgegenstellen.
Seiner eigenen Beschreibung der Menschenrassen schickte Iltis die Bemerkung voraus, „dass fast jeder Autor die Abgrenzung der Rassen anders vornimmt“ und dass scharfe Grenzen zwischen den Rassen nicht vorhanden seien. Eine typologische Untergliederung hielt er jedoch für sinnvoll. Dabei unterschied er einen europäiden, einen mongoloiden, einen nigritischen und einen australoiden Formenkreis sowie die Zwergrassen. Bei der weiteren Untergliederung des europäiden Formenkreises beschrieb er einen nordischen, einen mediterranen, einen alpinen, einen dinarischen Typ und eine Ostrasse. Das Postulat einer jüdischen Rasse bezeichnete er unter Berufung auf Felix von Luschan als überholt. Bei den Juden handele es sich um eine Mischung mehrerer europäider Rassen, wie sie auch für viele andere Völker Europas kennzeichnend sei. Den Hauptanteil dieser Mischung trügen jedoch vor allem die sogenannten vorderasiatischen und orientalischen Rassen bei, bei denen es sich um Zweige der dinarischen und mediterranen Rasse handele, die selbstverständlich auch in anderen – sowohl europäischen als auch asiatischen – Kulturkreisen vorkämen. Auch die auf Gobineau zurückgehende These, eine Vermischung von Rassen sei schädlich, wies Iltis ab.
Iltis gehörte zu den ersten Autoren, die den Begriff des Rassismus prägten. Dabei fasst er diesen Begriff relativ weit: Für ihn gehörte auch der Kolonialismus und die imperialistische Aufteilung und Ausbeutung der Welt hinzu. Sein Hauptwerk über den Rassismus war das 1936 erschienene Buch Der Mythus von Blut und Rasse.
Iltis plädierte dafür, „den Rassenbegriff rein körperlich zu fassen“, und schrieb allen großen Rassen die Fähigkeit zu, Hochkulturen zu entwickeln. Die von ihm konstatierte kulturelle Überlegenheit der Europäer in heutiger Zeit führte er unter anderem auf die „grauenvolle Geschichte“ des Kolonialismus und Imperialismus zurück, die nach seiner Darstellung mit der Eroberung Amerikas begann.

## Emigration
Mit Hilfe von Franz Boas, den Albert Einstein nach der Okkupation Österreichs durch Nazi-Deutschland auf Iltis als einen hochgradig bedrohten Wissenschaftler aufmerksam gemacht hatte, emigrierte dieser nach dem Münchener Abkommen 1938 über das jüdische New Yorker Emergency Committee In Aid of Displaced Foreign Scholars in die USA. Boas konnte ihm zunächst nur eine unbezahlte Stelle an der Washington State University vermitteln, da er ja hauptberuflich nur Gymnasiallehrer war und nicht selber experimentell forschte, aber das ermöglichte Iltis, kurz vor dem Überfall Deutschlands auf die Tschechoslowakei mit seiner Frau, den beiden Söhnen und dem Inventar des Mendel-Museums in Sicherheit zu gelangen.
Schließlich fand er am Mary Washington College in Fredericksburg eine feste Anstellung als Dozent für Biologie. Dort richtete er auch wieder ein Mendel Museum ein, in das er seine Sammlung aus Brünn einbrachte und als dessen Kuratorin seine Frau Anne Liebscher Iltis eingesetzt wurde. (Heute befinden sich Materialien aus Iltis’ Nachlass als Iltis Mendeliana Collection in den University of Illinois Archives.)
Iltis’ Söhne waren der Entomologe Fred Iltis (1923–2008) und der Botaniker Hugh Iltis (1925–2016). In Brünn wurde inzwischen ein Mendel Museum of Genetics neu eröffnet.

## Kritik
Der Soziologe Wulf D. Hund bemängelt, dass Iltis in seiner Kritik des Rassismus eine „fatale Grenze“ gezogen habe, indem er zugleich an einer „nicht wertenden“ Rassenwissenschaft festhielt. Die damit verbundene „Immunisierung“ der Rassentheorie habe der Rassismusanalyse eine Richtung gegeben, die bis heute nachwirke.

## Werke
- Dissertation: „Über den Einfluss von Licht und Dunkel auf das Längenwachstum der Adventivwurzel bei Wasserpflanzen.“ In: Berichte der Deutschen Botanischen Gesellschaft, Bd. 21, Nr. 9, S. 508–517 (1903).
- Gregor Johann Mendel: Leben, Werk und Wirkung. Herausgegeben mit Unterstützung des Ministeriums für Schulwesen und Volkskultur in Prag. Julius Springer, 1924.
  - Life of Mendel. Übers. von Eden Paul und Cedar Paul. G. Allen & Unwin, London 1932, Nachdruck 1966.
- Naturwissenschaft und Sozialismus. Verlag der Wiener Volksbuchhandlung, Wien 1925.
- „Gregor Mendels Selbstbiographie.“ In: Genetica: An International Journal of Genetics and Evolution, vol. 8, nos. 3–4, pp. 329–334 (1926).
- Volkstümliche Rassenkunde. Urania Verlag, Jena 1930 (Auszug online).
- „Rassenforschung und Rassenfrage.“ In: Der Kampf. Sozialdemokratische Monatsschrift (Wien), Bd. 24, S. 220–225 (1931).
- Der Mythus von Blut und Rasse. Verlag Rudolf Harand, Wien 1936.
- „Gregor Mendel and His Work.“ In: Scientific Monthly, vol. 56, no. 5, pp. 414–423 (1943).
- „The Genes and Academician Lysenko.“ In: Journal of Heredity, vol. 41, no. 6 (1950).
- Race, Genetics and Science. Resisting Racism in the 1930s. Masaryk University Press, Brno 2017.